# E.A.Poe
Gli E.A.Poe sono stati un gruppo rock progressivo italiano formatosi a Ornago, in provincia di Monza e Brianza.

## Storia
Il gruppo si forma nel 1967 con il nome di Angelo e Gli Spacemen. Tutti i componenti del gruppo sono minorenni e cominciano a farsi notare suonando cover dei Led Zeppelin, Grand Funk Railroad e Deep Purple e avendo un ottimo riscontro col pubblico. Verso il 1970, il gruppo cambia nome in E.A.Poe e nel 1974 il complesso pubblica l'unico album Generazioni (Storia di Sempre).
Il gruppo pubblica due singoli pubblicati nel 1976 per l'etichetta Shark, che rende omaggio all'appena uscito Lo squalo. Dopo la pubblicazione dei singoli, il gruppo si scioglie.

## Discografia

### Album in studio
- 1974 - Generazioni (Storia di Sempre)

### Singoli
- 1976 - Jaws (Music From The Original Motion Picture) - Main Title / End Title

## Formazione
- Giorgio Foti (voce, tastiere)
- Beppe Ronco (chitarra, mandolino)
- Lello Foti (batteria)
- Marco Maggi (basso)